# 米爾納河 (薩瓦河支流)
46°01′N 15°18′E / 46.017°N 15.300°E

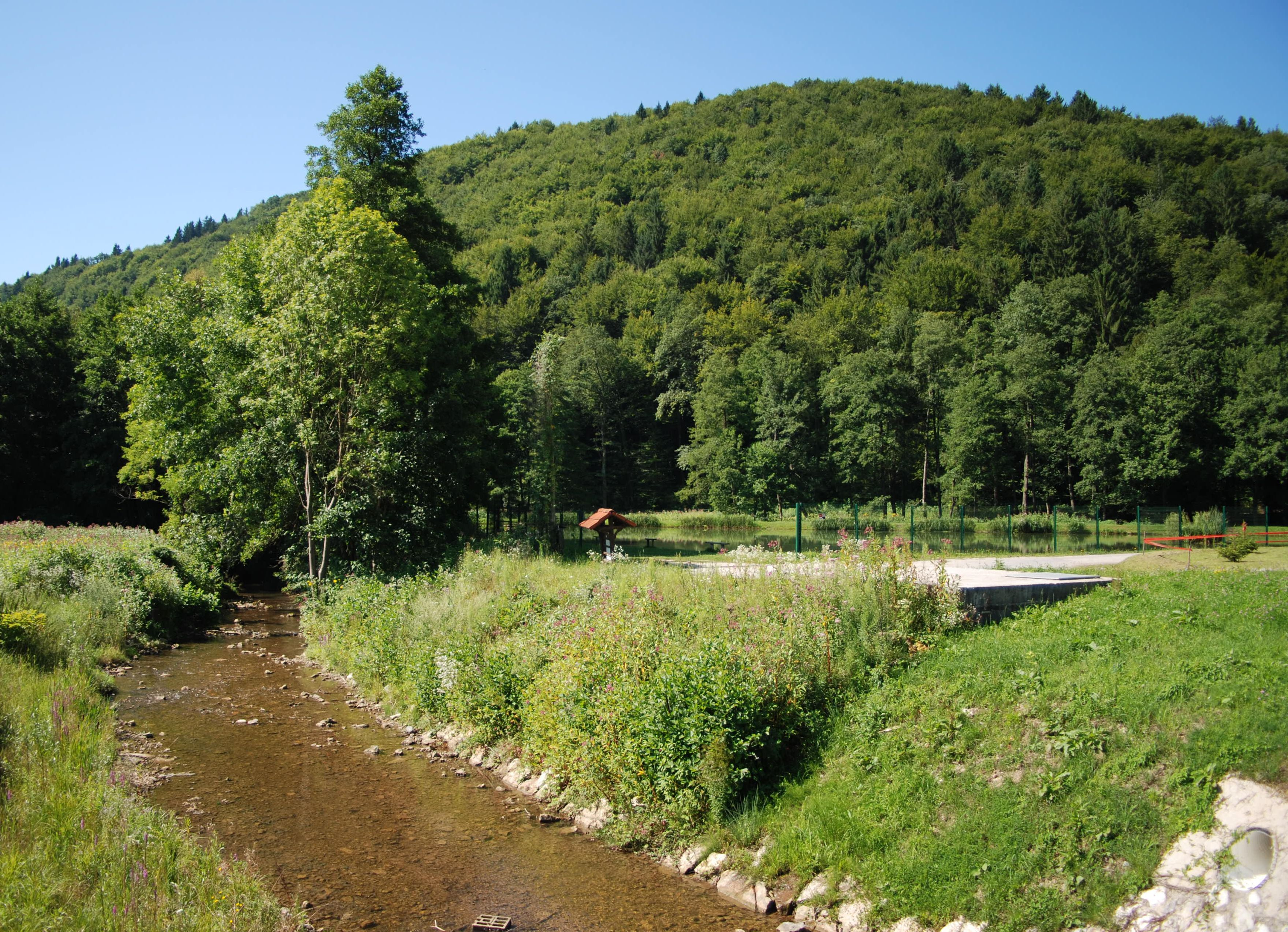

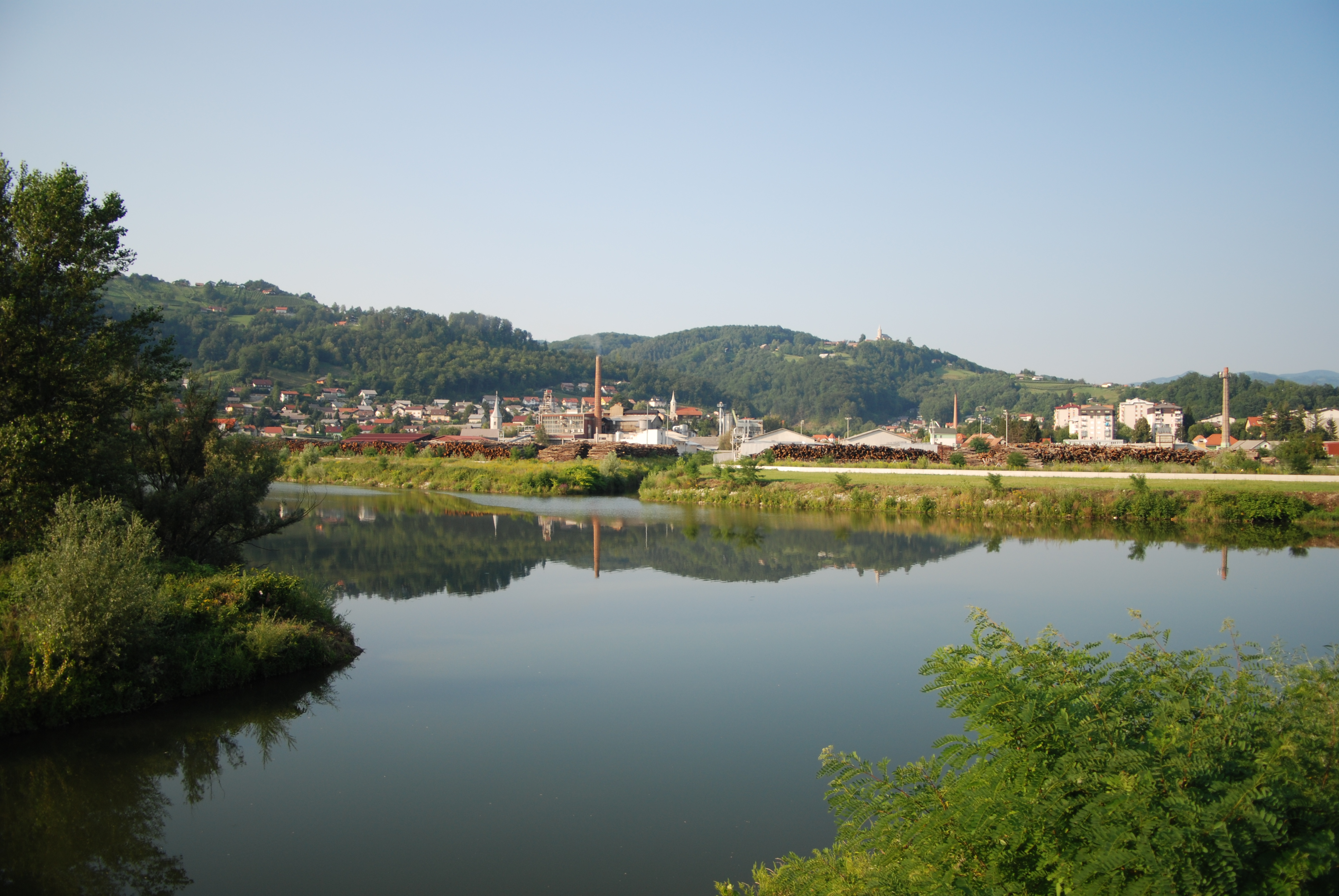

米爾納河，是斯洛文尼亞的河流，位於該國東南部，屬於薩瓦河的右支流，流經下卡尼奧拉地區，河道全長44公里，流域面積294平方公里。